# Église Saint-Alphonse d'Halluin
L'église Saint-Alphonse est une église catholique de la ville d'Halluin dans le département du Nord, à la frontière belge. Elle dépend du doyenné des Hauts de Lys de l'archidiocèse de Lille. Elle est dédiée à saint Alphonse.

## Histoire
Cette église est liée à l'histoire de l'abbé Alphonse-Marie Coulon (1847-1927), prêtre belge du diocèse de Bruges, qui la fit construire en 1895.
D'abord vicaire à Reckem, l'abbé Coulon missionne au Mont d'Halluin, où la population de tisserands et de cultivateurs doit se rendre à plusieurs kilomètres pour remplir son devoir dominical dans l'unique église d'Halluin, Saint-Hilaire, nouvellement bâtie en 1856-1858. Dans les années 1880, le Mont d'Halluin compte presque quatre mille âmes. En 1886, il commence à construire une petite école de filles tenue par les filles de la Sagesse avec un presbytère et une chapelle où il célèbre la messe pour les habitants  des alentours. Mais en cette époque d'anticléricalisme, cela ne plaît pas au préfet du Nord qui finit par l'expulser de France. L'abbé Coulon rentre à Halluin en 1889, ayant pu prouver une ascendance française et entreprend de lever des fonds privés pour bâtir une église, car la chapelle est fermée le dimanche (sauf en semaine pour les besoins des écolières) par arrêté préfectoral. Le préfet du Nord fait interdire ensuite les subventions votées par le conseil municipal pour la construction d'une église à part. C'est donc grâce à son héritage que l'abbé Coulon fait construire la nouvelle église Saint-Alphonse en 1895, après des années de procès.
L'église de briques est terminée en 1897. Un décret présidentiel du 31 janvier 1898 autorise le culte public dans cette église. Le clocher de 45 mètres de hauteur, dont 15 mètres de flèche, est élevé en 1910. Saint-Alphonse n'a plus de curé depuis 1990. L'église dépend désormais de la paroisse Notre-Dame de la Lys.

## Description
L'église de briques est de style néogothique et s'inscrit dans un plan en croix latine. Son clocher de 45 mètres avec une horloge s'élève au-dessus de la façade, éclairée d'une haute verrière.